# Вітрувій

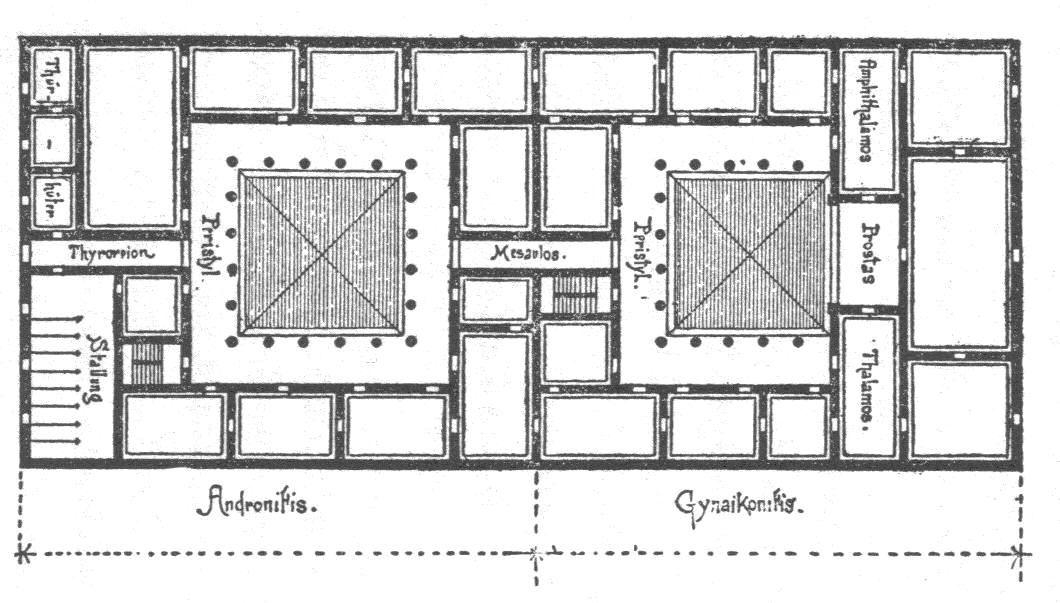
Планування грецького будинку за Вітрувієм

Вітру́вій, Марк Вітру́вій Полліон (лат. Marcus Vitruvius Pollio, народився близько 80–70 р. до н. е., помер близько 15  р. до н.е) — римський архітектор, військовий та цивільний інженер 2-ї половини I століття до н. е, автор праці «Десять книг про архітектуру» (De architectura).

## Біографія
Достеменно відомим є лише прізвище архітектора Vitruvius, решту ж біографічних відомостей черпають з праць самого Вітрувія, відтак ці факти є непідтвердженими. Ймовірно був родичем відомого інженера Мамурри.
За припущеннями, Вітрувій був вільним римським містянином, що походив із Кампанії. Отримав освіту, в тому числі і тогочасні знання з архітектури.
Під час громадянської війни на чолі з Цезарем брав участь у будівництві воєнних машин в ролі військового інженера. Він спеціалізувався на будівництві баліст та скорпіонів — облогових машин. Точно встановити локації служби Вітрувія неможливо, однак, судячи з його праці, де він описує будувальні методики «чужинських племен», можна зробити висновки, що він відвідував північну Африку, Іспанію, Галлію (включаючи Аквітанію), Понт. По завершенню військової служби продовжив працювати як цивільний інженер.
Згадку про «архітектора Вітрувія» також можна зустріти в праці Фронтіна De aquaeductu, де він розповідає про його роботу над трубами для води.
У останні роки його життя, імператор Август призначив постійну пенсію Вітрувію завдяки впливу своєї сестри — Октавії Молодшої, про що автор згадує в передмові до своєї роботи.

## Творчість і здобутки
З відомих визначних будівель Вітрувія — базиліка Фанума і конструкції римського акведука.
Вважають, що Вітрувій заклав основу пропорційності в образотворчому мистецтві й архітектурі, що мала значний вплив і була використана у мистецтві доби Ренесансу й згодом ця концепція отримала назву Вітрувіанської людини.
Його вважають також батьком театральної акустики, адже в п'ятій книзі Вітрувій розповідає про правильне будування амфітеатру, розміщення echeas (резонаторів) для сприяння кращого розповсюдження звуку в будівлі, таке інше.

## «Десять книг про архітектуру»
Вітрувій відомий не тільки як практик, а й як теоретик будівництва. Він — автор «Десяти книг про архітектуру» — античного трактату з будівництва й архітектури. За словами самого автора, на той час це була єдина праця з архітектури на латині. Трактат було присвячено імператору Августу.
У ньому висвітлено інженерно-технічні й художньо-естетичні питання містобудування, узагальнено теоретичний і практичний досвід архітекторів Стародавніх Греції та Риму, принципи художнього сприйняття.
Судячи з майже відсутніх згадок про цю працю — вона не знайшла значної популярності в свій час. Але, вже в Середньовіччі вона набула більшої популярності — трактат переклали на кілька мов. Відомо про близько 80 таких манускриптів. Найстаріший з них датують 996 роком. він знаходиться в Британському музеї (Harley 2767).
Проте, найзначнішу популярність праця отримала в епоху Відродження, на хвилі повернення до принципів гуманізму та антропоцентризму. До неї зверталися архітектори починаючи з XV і закінчуючи XIX сторіччям.

### Зміст книг

#### Перша книга
У першій книзі описуються загальні поняття архітектури, її категорії, вибір найбільш вірного місцерозташування для будинку чи публічного місця. Тут описується відома тріада Вітрувія: три якості, обов'язкові для архітектури: firmitas (міцність конструкції), utilitas (користь), venustas (краса).
Також, Вітрувій описує необхідність широких знань для архітектора, обґрунтовуючи свою думку прикладами. Згідно з трактатом, архітектор в римській добі мав знатися на геометрії і малюванні, а також на філософії, праві, медицині та астрономії.

#### Друга книга
У наступній книзі описуються будівельні матеріали та їх виробництво, як то пісок та його види, виробництво та використання цегли, вапно, каміння; технологія кладки стін, вирубка лісу та види деревини, найпоширеніші породи.

«Вітрувіанська людина» у роботах Леонардо да Вінчі

#### Третя книга
У третій книзі Вітрувій описує будівництво та види храмів, їх декорування та заснування. Саме в третій книзі він визначив ті пропорції людини, за якими згодом да Вінчі створив відомий малюнок Вітрувіанської людини.

#### Четверта книга
У цій книзі архітектор розкрив походження та відмінності іонічного, доричного та коринфського ордерів, розповів про прикрашення колон, внутрішнє оздоблення храмів та їх розташування, тосканський стиль та інші види храмів, жертовники.

#### П'ята книга
Ця частина праці присвячена публічним місцям, державним установам, театрам, тощо. Саме тут автор описав техніки та прийоми для побудови театру з акустичними прийомами, розповів про структуру та відмінності римського та грецького театру. Частина книги присвячена будівлям поряд з водою або з масовим використанням води — баням, пристаням, тощо.

#### Шоста книга
Шоста книга повністю присвячена приватній забудові. Тут пояснюється як вибирати розташування, розмір та пропорції приватних будинків, як розбивати двори, яка відмінність грецьких та римських будинків. Описуються вимоги до атріумів та таблінумів (кабінету).

#### Сьома книга
Частина трактату присвячена прикрашанню та декору — мощенню плитки, приготуванню та нанесенню штукатурки, створення стелі, живопису та облицюванню мармуром. У цій книзі Вітрувій розповів про техніку приготування органічних фарб (вохра, зелена, арсеникум, кров'яник, тощо). Тут він також розповів про штучні фарбники, їх приготування, використання та замінники.

#### Восьма книга
Повністю присвячена водним роботам — пошуку води, дощовим стокам, використанню природної гарячої води, річкової та озерної води. Також саме тут автор розкрив римські здобутки в сфері водопостачання, адже він описав роботу криниць та цистерн, роботу з рівнем води, тощо.

#### Дев'ята книга
Дев'ята книга присвячена астрономічним та астрологічним знанням, побудові сонячних та водяних годинників.

#### Десята книга
Остання книга є, певно, найбільшою з усіх роботою. Вона повністю присвячена різноманітним механічним конструкціям. Так, Вітрувій дав визначення терміну «машина»: 
«Машина — це поєднання дерев'яних частин, що сукупно мають значну силу та призначені рухати важкі предмети.»
Він виділяє машини, що працюють на тязі, насосні машини, машини для руху важких предметів, для підйому води, військові, гідравлічні, тощо.
Серед військових машин він виділів окремо катапульти, скорпіони, балісти, тарани та захисні пристрої.

### Шість принципів архітектури
У трактаті Вітрувій описав шість основних принципів архітектури:
1. Ordinatio (систематичність, порядок) — визначає вірне співвідношення частин будови окремо (modulus) і в цілому (quantitas) для досягнення пропорційності.
2. Dispositio (розташування, основа) — описує основи організації простору, викладення плану будови в трьох кресленнях:  ichnografia (план поверху), ortografia (план фасаду, зовнішнього вигляду будинку) и skenografia (перспектива будівлі).
3. Eurythmia (евритмія) — описує гармонічне розташування декоративних елементів на фасаді будинку, пропорційність декору.
4. Symmetria (симметрія)— гармонічність окремих частин будівлі в цілому і між собою. Цей принципи ілюструє приклад гармонічності людського тіла.
5. Decor  (декор) — описується підхід до правильного вибору матеріалів для будівництва та оформлення, що мають нести в собі не тільки досконалість зовнішнього вигляду, а і певний сенс. Також звертається увага на гармонічність розташування декору (засуджується незбалансованість декорацій, наприклад, гарно оформлена внутрішня частина з відсутнім оформленням вхідної групи). В декор Вітрувій також включає положення про розташування будівлі.
6. Distributio (розрахунок) — категорія, що описує економічні показники будівництва. Автор звертає увагу на те, що при будівництві в певній місцевості слід звертати увагу на доступність матеріалів. У разі відсутності необхідного не слід вимагати неможливого, але знайти спосіб замінити відсутнє на схоже (наприклад, гірський пісок на річковий).

## Пам'ять
На честь Марка Вітрувія Полліона в 1935 році був названий кратер на видимому боці Місяця.